# Pachyodes ornataria
Pachyodes ornataria là một loài bướm đêm trong họ Geometridae.